# Santa Cruz Nundaco
Santa Cruz Nundaco là một đô thị thuộc bang Oaxaca, México. Năm 2005, dân số của đô thị này là 2692 người.